# Chèque cadeau
 (juillet 2019).

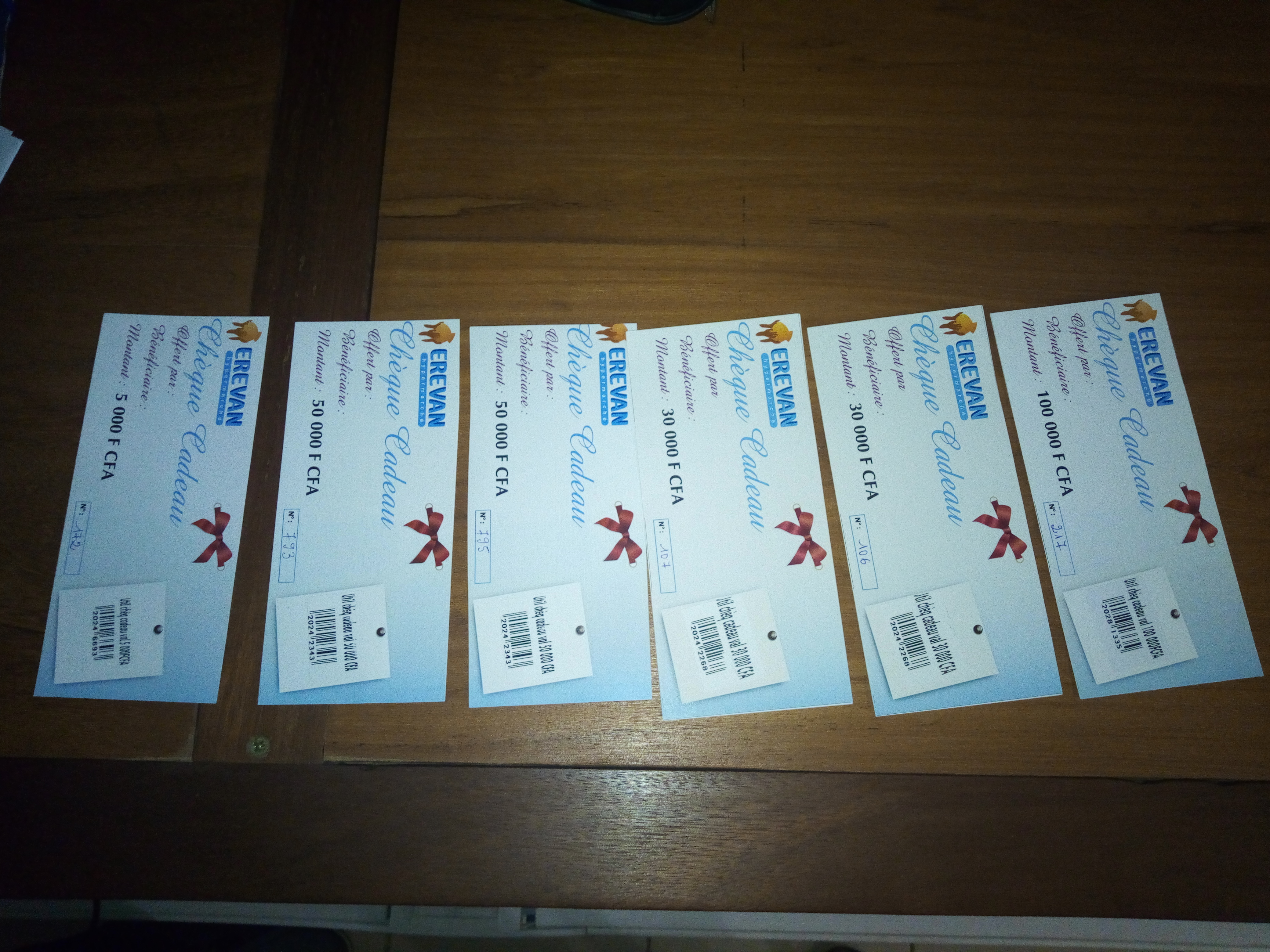
Chèques cadeaux des hypermarchés Erevan, au Bénin, en 2019.

Un chèque cadeau (également écrit chèque-cadeau) est défini dans l’ouvrage Du bon usage du chèque cadeau comme « un avantage en nature équivalent à un avantage en argent. Il s’agit d’un crédit d’achat qui s’effectue ou s’échange en magasin. Le chèque-cadeau peut être mono ou multi-enseignes, selon qu’il peut être échangé auprès d’une ou plusieurs enseignes déterminées ». Il s’oppose aux cadeaux (« objet ou service remis en nature : par exemple un objet de décoration, un  billet de spectacle ») et aux bons de réductions (« avantage lié à l’achat d’un produit bien déterminé »). Le chèque-cadeau, lui peut être échangé contre des produits de toute nature auprès d’un ou plusieurs magasins ou enseignes.

## Chiffres clés
Selon l’étude Deloitte de Noël 2008, les chèques cadeaux sont le 3e cadeau désiré par les Français derrière l’argent en numéraire (qui reste le souhait no  1) et les vêtements.
En 2004, le marché français des chèques cadeaux a représenté 1,3 milliard d'euros de volume d'affaires. 
En Europe, on estime ce marché à 6 milliards d’euros. 
Ce système importé des États-Unis au milieu des années 1980 (il n'existait d'ailleurs que des chèques-cadeaux mono-enseigne, le premier chèque multi-enseigne ayant été créé par la Société Tir Groupé en 1983 sous l'impulsion de Stéphane Cherki et Patrick Burgy qui céderont l'entreprise en 2007 à la société Sodexo) représente outre-Atlantique, près de 3 % de la consommation. En 2018, le marché des chèques cadeaux représentait 1,2 milliard d'euros et était générateur de 700 millions d'euros de consommation additionnelle chez les commerçants.

## Principaux clients
En France, le marché historique du chèque-cadeau était le marché BtoB (clients entreprises), à travers par exemple les comités d’entreprises (remise de chèques cadeaux en fin d’année, à la rentrée scolaire, etc.) et les directions marketing, commerciale, ou encore qualité des entreprises (opérations de motivation des salariés, fidélisation des clients, et opérations qualités sur les chaînes de production par exemple). Selon le Journal du Net, près de 70 % des cadeaux distribués par les entreprises seraient des chèques cadeaux.
Depuis le milieu des années 2000, le marché s’est ouvert au BtoC (clients particuliers), sous l’impulsion des distributeurs traditionnels et de leur offre de chèques-cadeaux mono-enseigne (par exemple Décathlon ou encore Sephora qui étaient émis et géré par la société Tir Groupé de Stéphane Cherki qui s'était dès 1995 spécialisé dans l'émission pour les grandes enseignes) rapidement rejoints par d'autres acteurs des chèques multi-enseignes à travers notamment le lancement de sites de vente en ligne pour la cible des clients particuliers, et le lancement de partenariats avec des distributeurs physiques.

## Un marché réglementé
Les émetteurs de chèques et cartes cadeaux font également l’objet d’un suivi par la Banque de France qui surveille de près ce secteur à la frontière de l’émission de monnaie, au titre de l’article L.511-7-II du Code monétaire et financier. Toutefois, le cheque cadeau n'a pas été considéré comme un moyen de paiement bancaire. Un long procès entre la société Tir Groupé (premier émetteur de chèque-cadeau multi-enseignes créé en 1983 par Stéphane Cherki) et la société Finaref a permis d'obtenir une jurisprudence dont les conclusions étaient très claires : 1) un chèque-cadeau n'est pas un moyen de paiement bancaire, mais un moyen de paiement contractuel entre un émetteur et des commerçants. 2) Un chèque-cadeau ne peut en aucun cas être crédité sur un compte en banque. Ce rappel figure désormais en bonne place dans le code du commerce à la mention chèque-cadeau.
Pour les entreprises clientes, l’un des avantages des chèques cadeaux est que, sous certaines conditions de plafonds et d’occasions, ils ne sont pas soumis aux cotisations sociales, ni côté employeur, ni côté salarié :
- Plafond : 5 % du plafond mensuel de la sécurité sociale,
- Occasions référencées par la sécurité sociale : Noël, fête des Mères, fête des pères, mariage, naissance, retraite et sainte Catherine et saint Nicolas.

## Un marché structuré
En 2005, à l’initiative de Accor/Accentiv’, Everest Marketing Group/BEST, Groupe Chèque Déjeuner/Cadhoc et Euro-RSCG 4D/Groupe Havas, le marché français des émetteurs de cartes et chèques cadeaux s’est structuré au sein d’une association de professionnels, l’A3C, qui a pour vocation de :
- Confronter et recenser tant en France qu'en Europe le point de vue des différents acteurs et associations intervenant dans le domaine du chèque-cadeau et de la carte-cadeau ;
- Développer une politique de labellisation dans la profession ;
- Étudier toutes les problématiques concernant l'émission et le commerce des chèques-cadeaux sous toutes ses formes : carte-cadeau, bon d'achat ;
- Être force de proposition auprès des pouvoirs publics ou organismes publics et privés afin d'assurer la défense et la représentation du métier d'émetteur ;
- Étudier et proposer aux autorités habilitées de réglementer les conditions d'exercice de la profession en vue d'assurer les garanties morales, techniques et financières que doivent présenter les émetteurs tant vis-à-vis des consommateurs que des enseignes ;
- Favoriser le développement de la profession et de ses activités pour une meilleure représentativité.

L'objectif étant avant tout de rassurer l'État (représenté par la Banque de France), les partenaires (enseignes de distribution qui acceptent les chèques cadeaux) et les consommateurs sur la pérennité et le professionnalisme des émetteurs de chèques cadeaux et cartes cadeaux.

## Évolutions récentes
Le marché se renouvelle à travers l'apparition de nouveaux acteurs et de nouveaux formats.
- Les chèques cadeaux « papier » voient l’arrivée de nouveaux concurrents sous le format de cartes électroniques de paiement : la carte cadeau, utilisables en une ou plusieurs fois. Une liste comparative de ces cartes ou chèques cadeaux qui est amenée à évoluer régulièrement, est maintenue de façon collaborative par les internautes[8].
- Des pure players internet lancent des offres pour les enseignes e-marchands.
- Certains acteurs de chèque cadeau mono-produit (comme Pathé Gaumont ou CinéChèque dans le cinéma) ont développé des versions électroniques de leur billetterie (avec réservation pour Pathé-Gaumont[9] et en version M-billet pour CinéChèque)[10].